# 15440 Eioneus
15440 Eioneus eller 1998 WX4 är en trojansk asteroid i Jupiters lagrangepunkt L4. Den upptäcktes 19 november 1998 av Catalina Sky Survey projektet vid Catalina Station. Den är uppkallad efter Eioneus i den grekiska mytologin.
Asteroiden har en diameter på ungefär 62 kilometer.